# Bassin la Paix
Le bassin la Paix est un point d'eau de l'île de La Réunion. Alimenté par plusieurs cascades, il est situé à environ 50 mètres d'altitude sur le cours de la rivière des Roches, un fleuve côtier qui se jette dans l'océan Indien. Il est situé à la frontière des communes de Bras-Panon à l'ouest et Saint-Benoît à l'est.
Le bassin est principalement alimenté par la cascade de la rivière des Roches, ainsi que par deux cascades accessoires et un torrent. Il est formé de basalte, avec un grand niveau d'orgues basaltiques plissées.
Le bassin est le point final de la descente de canyoning de la rivière des Roches, cependant la plupart des groupes sortent au sommet du bassin la Paix pour rejoindre le parking principal.

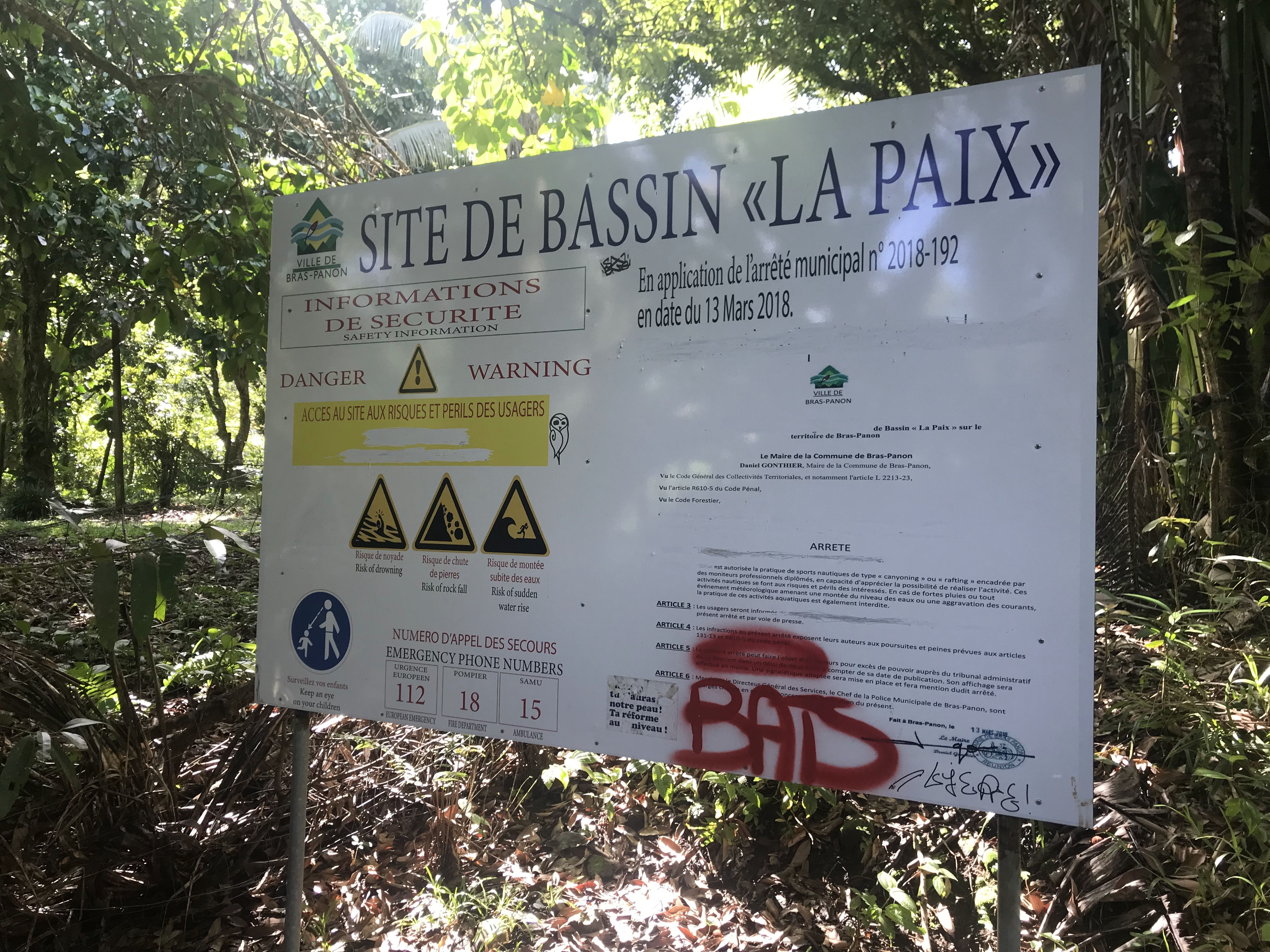
Exemple de panneau d'information qui existe sur le site du Bassin La Paix (Bras-Panon).

Le bassin la Paix est connu pour de nombreux drames survenus lors de périodes de pluie. Il est ainsi déconseillé de s'y baigner pendant ou juste après de fortes précipitations,. Dans les deux communes ( Saint-Benoit et Bras-Panon), des panneaux d'interdictions de baignade et autres interdictions sont visibles sur le site. Le Bassin La Paix est non surveillé en cas de baignade ou autre activité. 

## Voir aussi

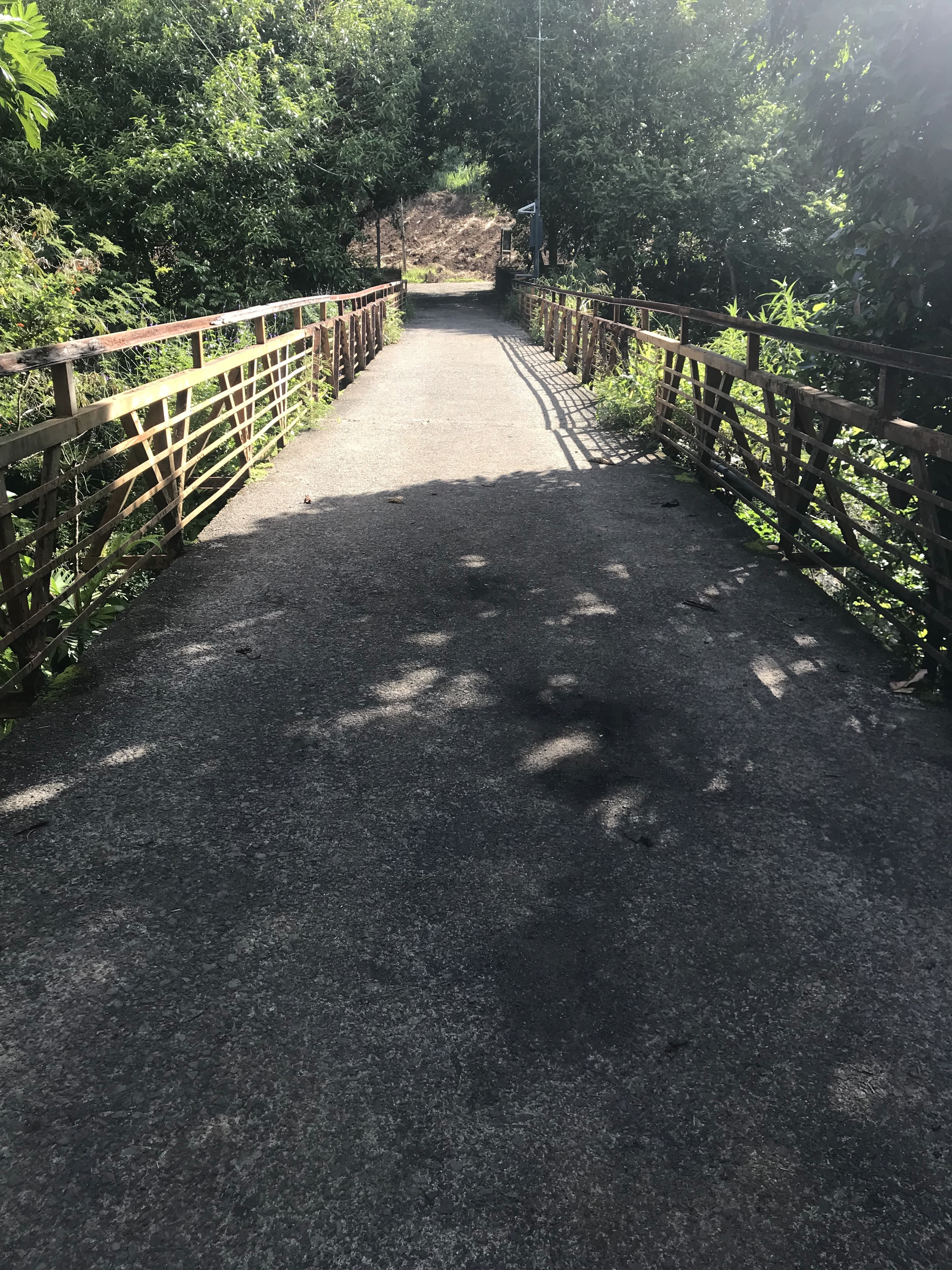
Le pont du bassin de la Paix, qui permet d'accéder sur l'autre rive.